# Zhang Boduan

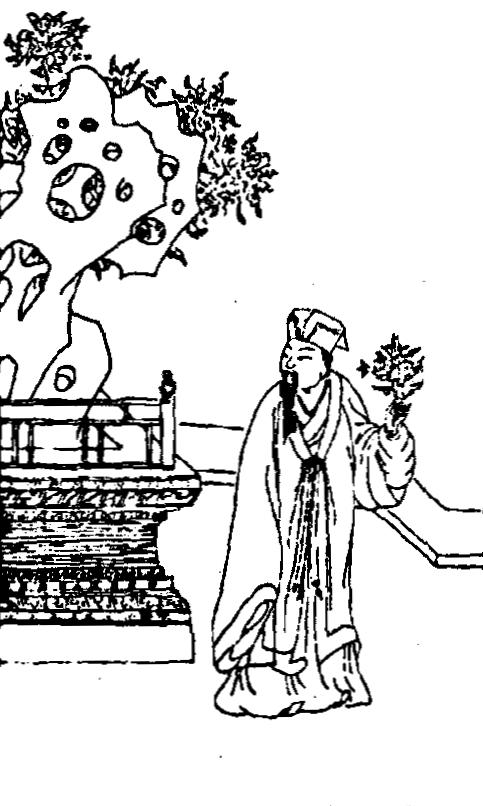
Zhang Boduan

Zhang Boduan chinesisch 張伯端 / 张伯端, Pinyin Zhāng Bóduān, W.-G. Chang Po-tuan (* 987; † 1082) war ein chinesischer Gelehrter, der im 11. Jahrhundert lebte und die südliche Richtung der daoistischen Schule der inneren Alchemie gründete.
Er stammte aus einer Familie konfuzianischer Gelehrter und studierte Astronomie, Mathematik, Medizin und Alchemie sowie die Lehren des Chan-Buddhismus.
Sein Werk Wuzhen pian („Über das Begreifen der Wirklichkeit“) gilt als Standardwerk der inneren Alchemie, da es das einzige Werk ist, das den gesamten alchemistischen Prozess darlegt. Es wurde in der Geschichte der inneren Alchemie vielfach kommentiert und zitiert. Ein weiteres Werk, Das Geheimnis des goldenen Elixieres, stellt eine Zusammenfassung der Praxis der daoistischen inneren Alchemie dar.